# Andrembesoa
Andrembesoa est une commune urbaine malgache, située dans la partie sud de la région de Vakinankaratra.

## Géographie

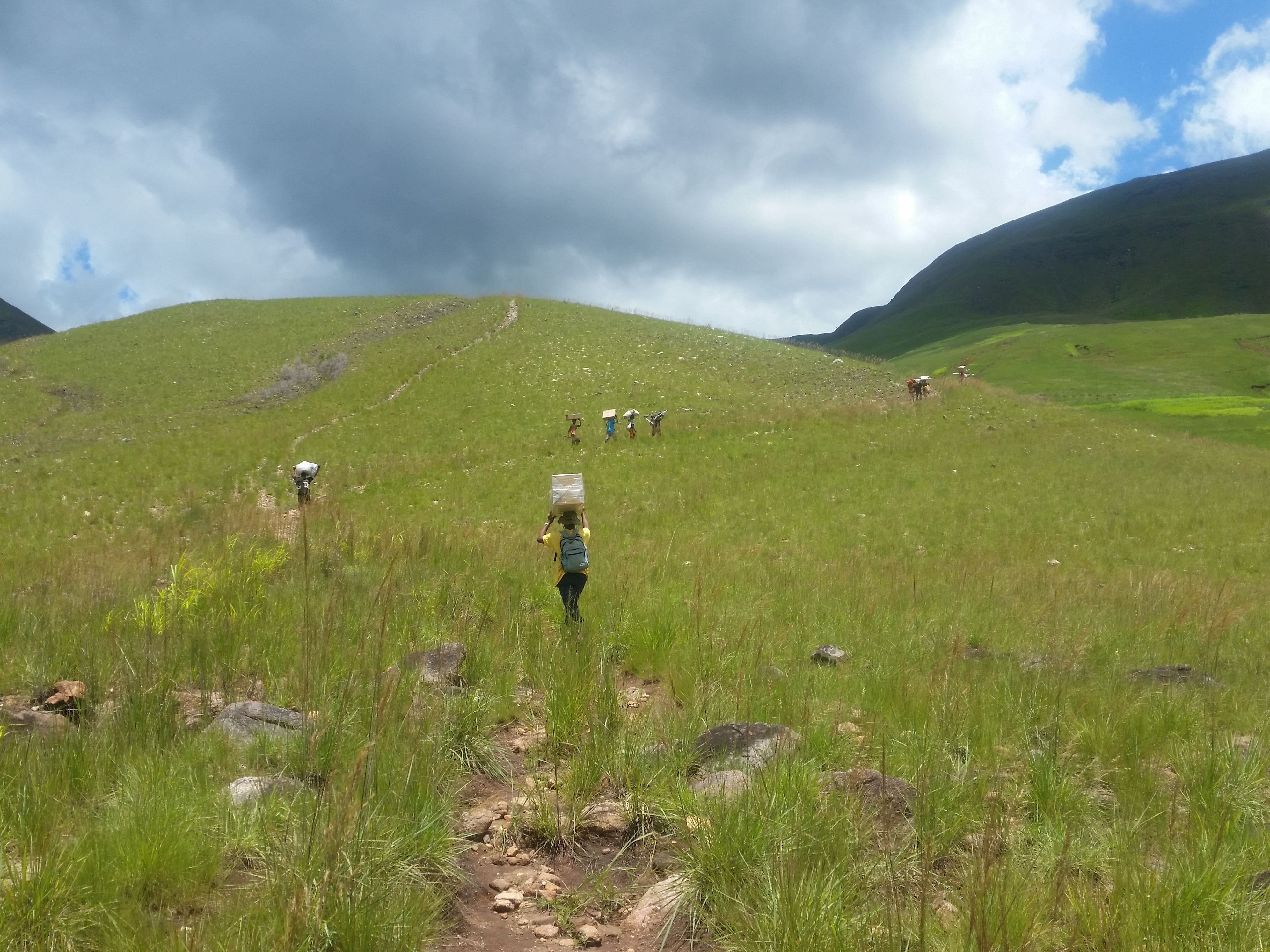
Un territoire enclavé : à 12 h de marche d'Andrembesoa.

## Économie
pierres précieuses,or